# Duo Treibsand
Das Duo Treibsand ist ein männliches Gesangsduo im Bereich Deutscher Schlager (Volkstümlicher Schlager). Es besteht aus Andreas Ratzka (Pseudonym Marc Alpina, * 13. August 1965 in Erlenbach) und Rüdiger Krampitz (* 31. August 1961 in Buchholz).

## Karriere
Krampitz und Ratzka lernten sich bei einem Urlaub kennen und beschlossen, gemeinsam den Titel Wenn der Norden erwacht aufzunehmen. Live-Auftritte in Radio und Fernsehen folgten.
Innerhalb von zwei Jahren wurde das Duo zum erfolgreichsten männlichen Duo des volkstümlichen Schlagers. Dich hat der Himmel gern (1996) war laut Rundfunk-Erfassung von Media Control sechs Monate in den Top 20. Titel wie Mit Dir das ist immer wieder schön, Blaues Meer und roter Wein oder Träume in Geschenkpapier folgten.
Das Duo trat in den ersten 15 Jahren über 400 Mal in Fernsehshows und bei mehr als 2200 Konzerten im In- und Ausland auf.
Ratzka schreibt unter dem Pseudonym Marc Alpina alle Titel und arbeitete auch für Maria und Margot Hellwig, Takeo Ischi, Jacob Sisters, Ulla Norden, Bata Illic, Géraldine Olivier, Edina Pop, Ilse Werner, Lys Assia, Heino, LiBelle, Michaela Christ, Sandra Mo, Schwarzwaldfamilie Seitz, Peter Lorenz, Steffi & Bert, Bert Beel, Christian Steffen, Duo California, Sandra Weiss, Ricky King, Lydia Huber, Die Zwillinge, Fred Bertelmann, Heinz Schenk.
Ratzka ist zusammen mit seinem Geschäftspartner Andreas Wöber Inhaber der Schallplattenfirma Rubin Records.

## Auszeichnungen
- „Goldene CD“ für „Alt und Jung gehören zusammen“ (gemeinsame Aufnahme mit dem Duo Maria und Margot Hellwig)

## Veröffentlichungen
| - Komm zu mir 1989 - Wenn der Norden erwacht 1992 - Solang es Dir gut geht 1993 - Ein Junge von der Waterkant 1994 - Am Abend, da komm ich mit Rosen zu Dir 1995 - Ein Schlitten, zwei Pferde 1995 - Dich hat der Himmel gern 1996 - Hallo, wie geht's? 1996 - Blaues Meer und roter Wein 1996 - Freunde singt mit uns ein Lied 1996 - Mit Dir das ist immer wieder schön 1997 - Drei weisse Birken 1997 - Träume in Geschenkpapier 1998 - Morgen ist ein neuer Tag 1998 - Das rote Eis vom Zillertal 1999 - Auch kleine Träumer brauchen Liebe 2000 | - Engel meiner Träume 2000 - Ein Kissen voller Küsse 2001 - Nur ein Mann aus Schnee 2001 - Alt und Jung gehören zusammen 2002 - Die weiße Nacht von San Lorenzo 2003 - Wetten dass…! 2003 - Noch einen Tag länger, als bis an das Ende der Ewigkeit 2003 - Lass uns heut noch einmal träumen 2004 - Es gibt doch rote Rosen 2005 - Heimliche Küsse 2006 - Die Tür bleibt zu 2007 - Das ganze Leben ist wie ein Riesenrad 2008 - Wenn Du lachst 2008 - Ich tauche in das Meer der Liebe 2009 - Du kriegst meine Liebe zur Festpreis-Garantie 2010 - Komm wir fliegen zu den Sternen DJ Tanzbar Mix 2014 |

### Alben
- 1992 Weihnachten mit Andreas und dem Duo Treibsand – MCP 158.684
- 1993 Ein Abend auf der See – MCP 158.728
- 1994 Alle Kinder woll'n im Winter – MCP 158.810
- 1995 Am Abend, da komm ich mit Rosen zu Dir – Rubin Records 150.007
- 1996 Solang es Dir gut geht – Karussell 552 460-2
- 1996 Wer nicht träumt, der kann nicht leben – Rubin Records 150.016
- 1998 Ich hab Dich unheimlich gern – Rubin Records 150.021
- 2000 Ein Kissen voller Küsse – Rubin Records 169.210
- 2000 Das Weihnachtsalbum – Universal Music 159 324-2
- 2001 Alt und Jung gehören zusammen – Rubin Records 170.072
- 2003 fifty-fifty – das party album – Rubin Records 169.310
- 2003 Die 20 schönsten Hits – Rubin Records BLR 84 802
- 2003 Die schönsten Hits (2CD-Box) – Rubin Records BLR 86 800
- 2004 Fröhlicher Winterzauber – Rubin Records BLR 84 803
- 2005 Traumschlager (Doppel-CD) – Rubin Records 246.387
- 2006 Das fröhliche Kleeblatt der Volksmusik – Rubin Records 170.386
- 2007 Nah am Leben – Rubin Records 170.398
- 2008 15 Jahre - Die grossen Erfolge (4CD-Box) - Shop24Direct 94069
- 2009 Ich tauche in das Meer der Liebe - MCP 170.539

### DualDisc
- 2006 Heimliche Küsse – Rubin Records 161.162

### DVD
- 2006 Das Leben ist ein Lied (Maria & Margot Hellwig und Duo Treibsand) – mcp / Rubin Records 163.054
- 2007 duo treibsand – MCP / Rubin Records 163.067

### VHS-Videos
- 2001 Blaues Meer und roter Wein (Duo Treibsand) – Rubin Records 160.027
- 2001 Das Leben ist ein Lied (Maria & Margot Hellwig und Duo Treibsand) – Rubin Records 160.028